# Rissana Janoubia
Rissana Janoubia (àrab: ريصانة الجنوبية, Rīṣāna al-Janūbiyya; amazic estàndard marroquí: ⵕⵉⵚⴰⵏⴰ ⵏ ⴰⵏⵥⵓⵍ, Ṛiṣana n Anẓul) és una comuna rural de la província de Larraix, a la regió de Tànger-Tetuan-Al Hoceima, al Marroc. Segons el cens de 2014 tenia una població total de 16.366 persones.